# جودیت سی. براون
جودیت سی. براون (انگلیسی: Judith C. Brown؛ زادهٔ ۱۹۴۶) تاریخ‌نگار و نویسنده اهل ایالات متحده آمریکا است.
وی همچنین برندهٔ جوایزی همچون کمک‌هزینه گوگنهایم شده‌است.
همچنین کتاب "اعمال غیرمتعارف (۱۹۸۶): زندگی یک راهبه لِزبین در ایتالیای رنسانس" جودیت سی. براون توسط پل ورهوفن در فیلم بندتا (۲۰۲۱) مورد اقتباس قرار گرفت.